# اداپور (حوزه سبها ویدهان)
اداپور (حوزه سبها ویدهان) (به انگلیسی: Adapur (Vidhan Sabha constituency)) در هند است که در بیهار واقع شده‌است.